# Bonneval-sur-Arc
Bonneval-sur-Arc település Franciaországban, Savoie megyében. Lakosainak száma 270 fő (2022. január 1.). Bonneval-sur-Arc Balme, Ceresole Reale, Groscavallo, Bessans és Val-d’Isère községekkel határos.

## Népesség
A település népességének változása:
| Lakosok száma | 248  | 255  | 266  | 261  | 260  | 259  | 263  | 266  | 270  |
|               | 2013 | 2015 | 2016 | 2017 | 2018 | 2019 | 2020 | 2021 | 2022 |